# Achard
Az Achard francia családnév.

## Híres Achard nevű személyek
- Albert Achard (1894–1972) francia ászpilóta az első világháborúban
- Emile Achard (1860–1944) francia fizikus
- Franz Carl Achard (1753–1821) porosz természettudós
- Jean Achard (1807–1884) francia festő
- Laurent Achard (1964) francia filmrendező, producer, forgatókönyvíró
- Louis Amédée Achard (1814–1876) francia regényíró
- Marcel Achard (1899–1974) francia drámaíró